# 아들 (2002년 영화)
아들(Le Fils, The Son)은 프랑스에서 제작된 다르덴 형제 감독의 2002년 드라마 영화이다. 올리비에 구르메 등이 주연으로 출연하였고 장 피에르 다르덴 등이 제작에 참여하였다.

## 출연

### 주연
- 올리비에 구르메
- 나심 하사이니
- 모간 마린느
- 레미 레노드
- 이사벨라 소파트

## 제작진
- 미술: 이고르 가브리엘